# Quartier Nord Rocade
 (mai 2018).
Si vous disposez d'ouvrages ou d'articles de référence ou si vous connaissez des sites web de qualité traitant du thème abordé ici, merci de compléter l'article en donnant les références utiles à sa vérifiabilité et en les liant à la section « Notes et références ».
Le quartier Nord Rocade est l'un des 9 quartiers d'Avignon en région Provence-Alpes-Côte d'Azur.

## Localisation
Ce quartier est délimité :
- à l'est, par l'avenue Pierre Semard et les voies ferrées du Technicentre SNCF PACA qui le sépare des quartiers Nord et Est ;
- au nord, par le boulevard Saint-Michel qui le sépare du quartier Centre ;
- à l'ouest, par les avenues Saint-Ruf et de Tarascon qui le sépare du quartier Ouest ;
- au sud, par la rocade Charles de Gaulle qui le sépare du quartier Sud Rocade.

## Administration

### Mairie de quartier
Tous les quartiers d'Avignon sont dotés d'une mairie de quartier. Celle du quartier Nord Rocade est située au 106 avenue de la Trillade.

### Bureau de Poste
Le quartier Nord Rocade compte un bureau de Poste situé au 105 avenue Saint-Ruf.

### Poste de Police Municipale
Le quartier Nord Rocade compte un poste de Police Municipale situé au 106 avenue de la Trillade.

## Transports en commun
Le quartier est desservi par la société des Transports en Commun de la Région d'Avignon.

### Bus
| Ligne(s) de bus desservant le quartier Nord Rocade | Ligne(s) de bus desservant le quartier Nord Rocade | Ligne(s) de bus desservant le quartier Nord Rocade | Ligne(s) de bus desservant le quartier Nord Rocade | Ligne(s) de bus desservant le quartier Nord Rocade |
| Ligne                                              | Parcours                                           | Fréquence                                          | Ville(s) desservie(s)                              | Arrêt(s) de bus |
| -------------------------------------------------- | -------------------------------------------------- | -------------------------------------------------- | -------------------------------------------------- | --- |
| 1A                                                 | Avignon Poste <> Mazarin                           | 8 minutes                                          | Avignon                                            | Cabrière • Olivades • Aquilon • Sécurité Sociale • Parrocel |
| 2                                                  | Buld'Air <> Hôpital                                | 12 minutes                                         | Avignon • Le Pontet • Vedène                       | Les Sources • Limbert |
| 3                                                  | Saint-Lazare <> Agroparc                           | 12 minutes                                         | Avignon                                            | Gerfauts • Ventoux • Rotondes • Salières • Arcades • Cité SNCF |
| 6                                                  | Avignon Poste <> Saint-Chamand                     | 20 minutes                                         | Avignon                                            | Les Sources • Limbert • Gerfauts • Ventoux • Rotondes • 1ère DB • Bonneaud • L'Herminier • Péguy • Croix des Oiseaux • Salengro • Roumanille • Lycée Maria Casarès •Cité SNCF |
| 10                                                 | Avignon TGV <> Saint-Gabriel                       | 20 minutes                                         | Avignon                                            | Sixte • Arrousaire • Echo • Loti • Collège Mathieu • Folard • Curtis • La Ferme                                                                                               |
| 30                                                 | Avignon Poste <> Balarucs                          | Heures de Pointe Uniquement                        | Avignon • Caumont-sur-Durance                      | Les Sources • Limbert • Gerfauts • Ventoux • Rotondes • Salières • Arcades • Cité SNCF                                                                                        |

### Tramway
En juin 2019, le TRAM du Grand Avignon entrera en service, la ligne 1 desservira le quartier Nord Rocade.
| Ligne(s) de tramway desservant le quartier Nord Rocade | Ligne(s) de tramway desservant le quartier Nord Rocade | Ligne(s) de tramway desservant le quartier Nord Rocade | Ligne(s) de tramway desservant le quartier Nord Rocade | Ligne(s) de tramway desservant le quartier Nord Rocade |
| Ligne                                                  | Parcours                                               | Fréquence                                              | Ville(s) desservie(s)                                  | Station(s) de tramway                                  |
| ------------------------------------------------------ | ------------------------------------------------------ | ------------------------------------------------------ | ------------------------------------------------------ | ------------------------------------------------------ |
| T1                                                     | Saint-Roch <> Saint-Chamand                            | 6 minutes                                              | Avignon                                                | Les Roses • Place Saint-Ruf • Marius Jouveau           |

### Chron'hop
En septembre 2019, Chron'hop (le BHNS du Grand Avignon) entrera en service, les lignes C2 et C3 desserviront le quartier Nord Rocade.
| Ligne(s) de Chron'hop desservant le quartier Nord Rocade | Ligne(s) de Chron'hop desservant le quartier Nord Rocade | Ligne(s) de Chron'hop desservant le quartier Nord Rocade | Ligne(s) de Chron'hop desservant le quartier Nord Rocade | Ligne(s) de Chron'hop desservant le quartier Nord Rocade |
| Ligne                                                    | Parcours                                                 | Fréquence                                                | Ville(s) desservie(s)                                    | Station(s) de Chron'hop                                  |
| -------------------------------------------------------- | -------------------------------------------------------- | -------------------------------------------------------- | -------------------------------------------------------- | -------------------------------------------------------- |
| C2                                                       | Buld'Air <> Hôpital                                      | 10 minutes                                               | Avignon, Le Pontet, Vedène                               | Les Sources                                              |
| C3                                                       | Saint-Lazare <> Agroparc                                 | 10 minutes                                               | Avignon                                                  | Ventoux • Rotondes • Arcades • Cité SNCF                 |

## Les micro-quartiers

### Croix des Oiseaux
Situé à l'est du quartier Nord Rocade, le micro-quartier Croix des Oiseaux regroupe des habitations principalement à loyers modérés, la chanteuse Mireille Mathieu y est née. Il s'étend principalement sur l'avenue de la Croix des Oiseaux, d'où il tient son nom. 
Depuis 2016, le micro-quartier est en NPNRU : certains immeubles sont détruits pour être reconstruits et certains autres sont rénovés. 

### La Trillade
Situé le long de l'avenue de la Trillade, le micro-quartier regroupe des habitations pavillonnaires privées, quelques résidences privées ainsi que différents commerces de proximité (pharmacie, grande surface, boulangerie, boucherie...).

### Les Sources
Situé au long de l'avenue des Sources, ce micro-quartier compte principalement des habitations pavillonnaires privées ainsi que quelques résidences à loyers modérés et commerces de proximité.

### Saint-Ruf
Situé à l'extrème-ouest du quartier Nord Rocade, le micro-quartier Saint-Ruf a une ambiance de village paisible avec des commerces de proximité et surtout des habitations pavillonnaires privées.
Il est partagé sur deux quartiers de la ville : Nord Rocade et Avignon Ouest.